# Tony Robert
Pour les articles homonymes, voir Robert.
Tony Julien Robert, né le 21 août 1891 à Meudon-la-Forêt (Seine-et-Oise) et mort le 6 décembre 1963 à Paris VIIe arrondissement, est un ingénieur, industriel et résistant français.

## Biographie
En 1934, directeur technique des raffineries Say, il se fiance puis se marie à Bruxelles avec Suzanne Bougenot,,.

## Distinctions
- Officier de la Légion d'honneur[4] le 26 novembre 1953[5] ; chevalier du 16 juin 1920[5]
- Croix de guerre 1939–1945[5],[4]
- Médaille de la Résistance française[5],[4]
- Navy Cross (États-Unis)[5],[4]